# Hodnotový pluralismus
Hodnotový pluralismus (z latinského pluralis, množný, vícerý) označuje moderní pokusy vyrovnat se se skutečností, že občané současných společností se ve svých hodnoceních významných společenských otázek často neshodují. Neshodují se dokonce ani v měřících těchto hodnocení čili hodnotách. Například v konfliktech
- mezi svobodou a bezpečností,
- mezi individuálními a skupinovými cíli,
- mezi hospodářskou prosperitou a ochranou životního prostředí nebo
- v představách o společenské spravedlnosti

stojí různé skupiny i jednotlivci na protichůdných stanoviscích. Pokud tyto otázky pokládají za zásadní, může to vést k nebezpečným napětím ve společnosti a ohrožovat její mír a fungování.
Hodnotový pluralismus se tedy snaží nacházet podmínky, ale také meze pro sjednávání kompromisů mezi nimi. Důležitým krokem je snaha jedněm i druhým vysvětlit, že ani opačné stanovisko není čistým zlem, jak se někdy může zdát, nýbrž že vychází z jiné představy dobra či z alternativních hodnot. Zvláště významné je to v případě, že odlišně hodnotící skupiny jsou zároveň i etnicky a kulturně odlišné a zásadní neshody v hodnocení mohou snadno vyvolávat xenofobní postoje a napětí.
Hodnotový pluralismus tedy netvrdí, že by všechna hodnocení byla stejně dobrá (nebo stejně špatná), nýbrž vychází z předpokladu, že i druzí ve svých jednáních hledají nějaké dobro, případně že jim přitom – jak říká Sókratés – chybí správné poznání. Diskurzivní etika Jürgena Habermase vychází z axiomu uznání a vyžaduje, aby se o věcech společného zájmu účastníci svobodně dohodli. To je sice požadavek málo realistický, hodnotový pluralismus se nicméně snaží odstraňovat aspoň některé překážky takové dohody.